# 1816 au Canada
Pour un article plus général, voir Chronologie du Canada.
Cet article traite des événements qui se sont produits durant l'année 1816 au Canada.

## Événements

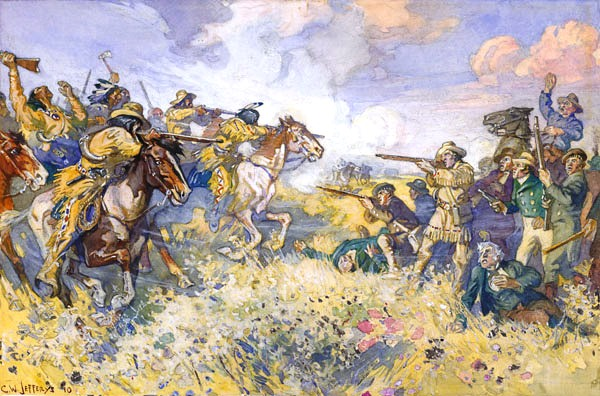
Bataille de Seven Oaks.

- 11 mars : le Régiment de Meuron est licencié. Plusieurs soldats retournent en Grande-Bretagne mais plusieurs autres vont rester au Canada. Lord Selkirk va en engager un certain nombre pour mener une expédition contre la Compagnie du nord-ouest à la colonie de la Rivière Rouge.
- 8 mars au 26 avril : élection de la Neuvième législature du Bas-Canada.
- 17 mars : Fort Gibraltar (en) est pris et détruit par la Compagnie de la Baie d'Hudson à la colonie de la rivière Rouge.
- 21 mai : John Wilson est gouverneur intérimaire du Bas-Canada.
- Le Bas-Canada (le Québec actuel) connaît son été le plus froid de l'époque contemporaine. Le 3 juin, il neige à Québec et Montréal. Le mois de juillet est caractérisé par de nombreux gels. Comme résultat, les récoltes sont catastrophiques. En général dans le monde, c'est une année sans été. C'est la conséquence de l'explosion du volcan Tambora en Indonésie d'avril 1815.
- 19 juin : bataille de Seven Oak ou de la Grenouillère entre la Compagnie de la Baie d'Hudson et la Compagnie du Nord-Ouest près de Winnipeg.
- 12 juillet : John Coape Sherbrooke devient gouverneur général du Canada.
- Juillet : élection du septième parlement du Haut-Canada (en). L'élite conservatrice Family Compact influence grandement le gouvernement.
- 7 septembre : lancement du bateau à vapeur PS Frontenac (en) sur le Lac Ontario[1].
- George Ramsay devient gouverneur de la Nouvelle-Écosse.

- Meyer's Creek est renommé Belleville dans le Haut-Canada.
- Fondation de la petite ville de Perth au Haut-Canada par des militaires et des anciens soldats.
- Francis Pickmore est nommé gouverneur de Terre-Neuve. Son mandat correspond à des difficultés économiques majeures à Terre-Neuve.

## Naissances
- 25 mars : Josiah Burr Plumb, homme politique et président du sénat.
- 21 avril : Nathaniel Pettes, homme politique.
- 27 avril: Joseph Duguay, homme politique.
- 21 mai : Jean-Baptiste Pouliot, homme politique.
- 4 juillet : Hiram Walker (en), fondateur d'une distillerie.
- 13 octobre : Henry Starnes, homme politique et maire de Montréal.
- 31 décembre : Joseph-Édouard Cauchon, homme politique.
- Maria Monk, auteure.

## Décès

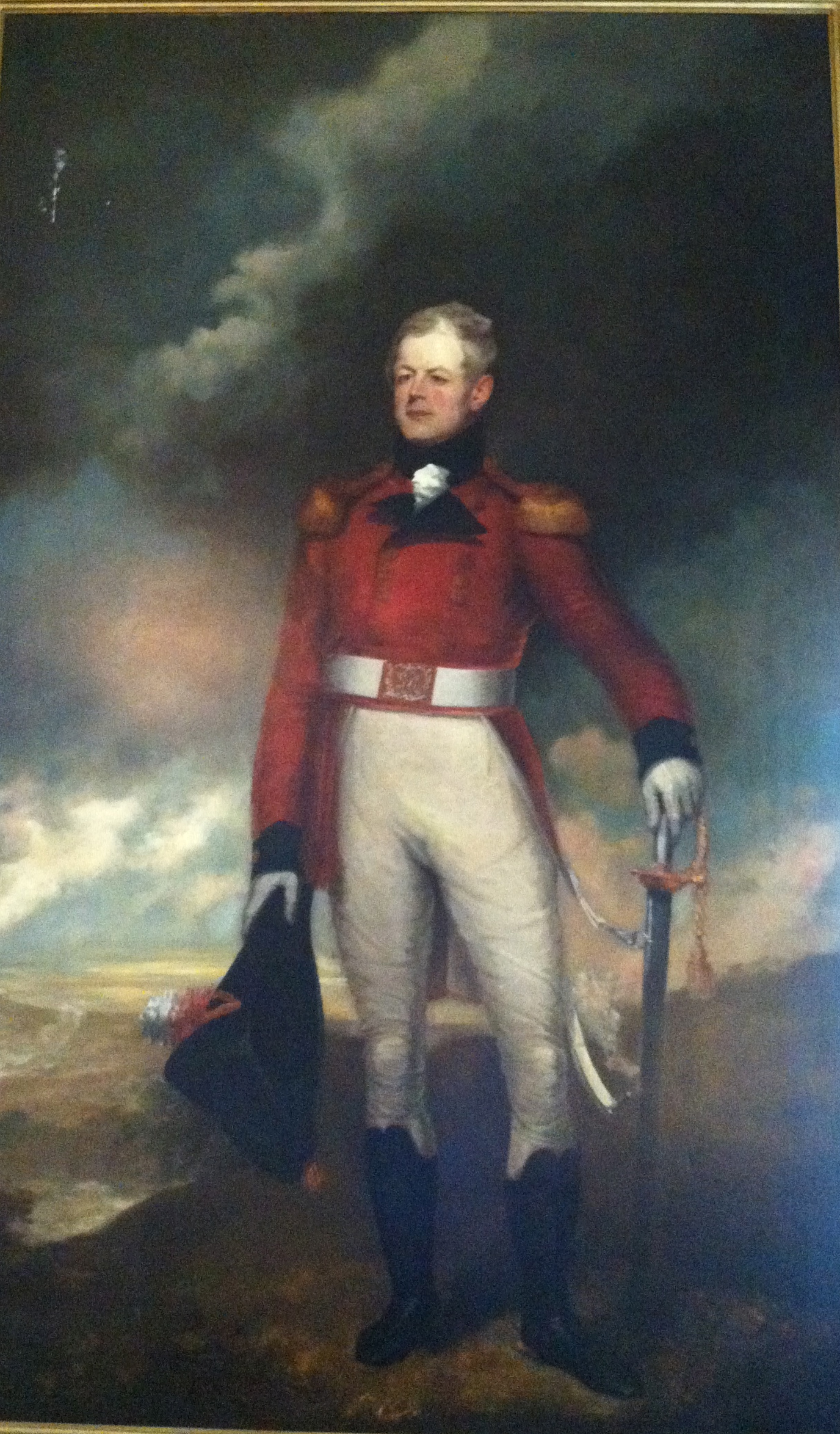
Sir George Prevost par Robert Field.

- 5 janvier : George Prevost, gouverneur du Canada.
- 1er février : Joseph Éthier, homme politique.
- 9 mars : Clément Gosselin, officier canadien qui a combattu pour la révolution américaine.
- 6 septembre : Pierre-Amable de Bonne, seigneur, juge et homme politique.
- 16 octobre : James Tod, homme politique.